# Бочкарёвка (Новосибирская область)
Бочкарёвка — деревня в Кыштовском районе Новосибирской области. Входит в состав Колбасинского сельсовета.

## География
Площадь деревни — 56 гектаров.

## Население
| 2002 | 2007 | 2010 |
| ---- | ---- | ---- |
| 283  | ↘186 | ↘112 |

## Инфраструктура
В деревне по данным на 2007 год функционируют 1 учреждение здравоохранения и 1 учреждение образования.